# Обратное давление
Обратное давление (Back pressure) — это сопротивление или сила, противодействующая желаемому потоку жидкости по трубам, что приводит к потерям на трение и падению давления.  Если в пространстве низкого давления создается более высокое давление, чем предполагалось (например, из-за препятствий или крутых изгибов выхлопной трубы ), или в пространстве высокого давления давление ниже, чем предполагалось, это препятствует желаемому потоку и снижает выброс . Точно так же изгиб или другие операции с трубой (например, выхлопная система серийного автомобиля с особенно большим количеством поворотов и изгибов  ) могут уменьшить скорость потока. 

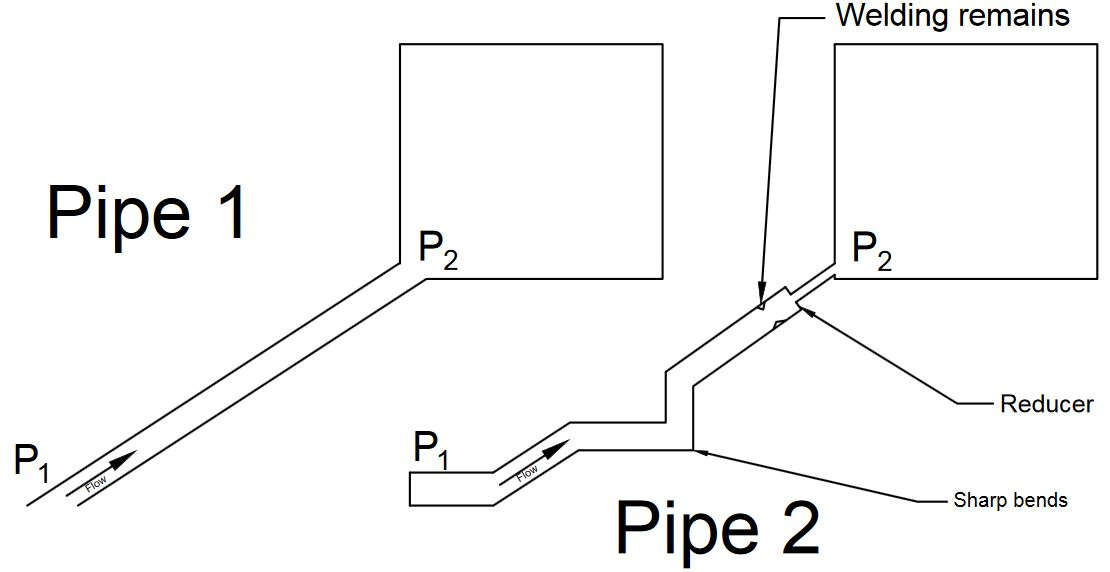
Два одинаковых трубопровода с одинаковым расстоянием и первоначальным напором. Вторая труба содержит некоторые препятствия для потока, что приводит к меньшему расходу.

Типичным примером противодавления является противодавление, вызванное выхлопной системой автомобильного четырехтактного двигателя, которое отрицательно влияет на КПД двигателя, приводя к снижению мощности. 
Однако в двухтактном двигателе с поршневыми каналами ситуация более сложная из-за необходимости предотвратить попадание несгоревшей топливно-воздушной смеси прямо через цилиндры в выхлоп. Во время фазы выхлопа цикла противодавление еще более нежелательно, чем в четырехтактном двигателе, поскольку для выхлопа остается меньше времени и отсутствует насосное действие поршня, чтобы вытеснить выхлоп из цилиндра. Однако, поскольку выпускное отверстие обязательно остается открытым в течение некоторого времени после завершения продувки, несгоревшая смесь может следовать за выхлопом из цилиндра, расходуя топливо и увеличивая загрязнение. Этого можно избежать только в том случае, если давление в выпускном отверстии больше, чем в цилиндре. Поскольку синхронизация этого процесса определяется в основном геометрией выхлопной системы, которую чрезвычайно трудно изменить, правильная синхронизация и, следовательно, оптимальная эффективность двигателя обычно могут быть достигнуты только в небольшой части диапазона рабочих оборотов двигателя.  

## Жидкостная хроматография
Противодавление — это термин, используемый для обозначения гидравлического давления, необходимого для создания потока через хроматографическую колонку в высокоэффективной жидкостной хроматографии.  Для быстрой хроматографии лучше использовать колонки, заполненные очень мелкими частицами, которые создают высокое противодавление. 